# Возлякове
Возляко́ве (раніше — Возляків) — село в Україні, у Словечанській сільській територіальній громаді Коростенського району Житомирської області. Чисельність населення становить 22 особи (2001).

## Населення
Відповідно до результатів перепису населення СРСР, кількість населення, станом на 12 січня 1989 року, становила 107 осіб. Станом на 5 грудня 2001 року, відповідно до перепису населення України, кількість мешканців села становила 22 особи.

## Історія
Станом на 17 грудня 1926 року — хутір Возляків Черевківської сільської ради Словечанського району Коростенської округи. В довіднику адмінустрою 1946 року пропущене. Офіційно взяте на облік 16 вересня 1960 року, відповідно до рішення Житомирського облвиконкому № 960 «Про уточнення обліку населених пунктів області». 30 грудня 1962 року, в складі сільської ради, увійшло до Овруцького району Житомирської області.
23 липня 1991 року, відповідно до постанови Кабінету Міністрів Української РСР № 106 «Про організацію виконання постанов Верховної Ради Української РСР…», село віднесене до зони безумовного (обов'язкового) відселення внаслідок аварії на Чорнобильській АЕС.
7 липня 2017 року увійшло до складу новоствореної Словечанської сільської територіальної громади Овруцького району Житомирської області. Від 19 липня 2020 року, разом з громадою, у складі новоствореного Коростенського району Житомирської області.

## Транспорт
Село має залізничне транспортне сполучення — курсує дизель-поїзд Коростень — Овруч — Возлякове.